# Сильвія Федерічі
Сильвія Федерічі (англ. Silvia Federici; нар. 1942, Парма) — італійсько-американська  активістка і соціолог, яка представляє радикальну автономістську й феміністичну марксистську традицію. Професор-емерит Університету Хофстра, співзасновниця Комітету за академічну свободу в Африці, учасниця колективу Midnight Notes Collective. Тривалий час працювала вчителькою в Нігерії.

## Біографія
Федерічі виросла в Італії та переїхала до США в 1967 році, щоб вступити до аспірантури з філософії в Університеті в Буффало. Викладала в Університеті в Порт-Харкорт у Нігерії, була доцентом, а пізніше професором політичної філософії та міжнародних відносин в університеті Хофтсра.
У 1970-х роках була співзасновницею Міжнародного Феміністичного Колективу та кампанії Зарплата за домашню роботу), що вимагала політизувати домашню доглядову працю. У 1995 році стала співзасновцицею Асоціації Радикальної Філософії (Radical Philosophy Association (RPA)).

## Науковий внесок
Найвідоміша праця Федерічі, «Калібан і відьма: Жінки, тіло і первісне нагромадження» (Caliban and the Witch: Women, the Body and Primitive Accumulation) розширює роботу Леопольдіни Фортунатті про полювання на відьом у ранньомодерній Європі, даючи йому феміністичну інтерпретацію. У ній вона заперечує ідею Карла Маркса про те, що первісне нагромадження капіталу — це необхідний попередник капіталізму. Замість цього, вона стверджує, що первісне нагромадження — це фундаментальна характеристика самого капіталізму, що для збереження себе самого капіталізм вимагає постійного вливання експропрійованого капіталу.
Федерічі пов'язує цю експропріацію з жіночою неоплачуваною працею, пов'язаною з суспільним відтворенням та іншими функціями. Вона формулює це як історичну умову підйому капіталістичної економіки, заснованої на найманій праці. У зв'язку з цим вона окреслює історичну боротьбу за спільне і боротьбу за комуналізм. Замість погляду на капіталізм як на визвольну перемогу над феодалізмом (як його розглядав Маркс), Федерічі розуміє підйом капіталізму як реакційний рух проти комуналізму.

### Книжки
- Wages Against Housework. (Bristol, 1975)
- Caliban and the Witch: Women, the Body and Primitive Accumulation. (Brooklyn, NY: Autonomedia, 2004)
- Revolution at Point Zero: Housework, Reproduction, and Feminist Struggle. (Brooklyn/Oakland: Common Notions/PM Press, 2012)
- Re-enchanting the World: Feminism and the Politics of the Commons. (Oakland, CA: Kairos/PM Press, 2018)
- Witches, Witch-Hunting, and Women. (Oakland, CA: PM Press, 2018)

### Переклади українською
- Про догляд за літніми людьми та обмеження марксизму // Політична критика, 2.04.2018
- Інакший вид любові // Спільне, 3.12.2018
- Неоголошена війна: насильство над жінками // Спільне, 8.12.2021